# Calochone
Calochone é um género botânico pertencente à família Rubiaceae.